# 中華民國—納米比亞關係
中華民國與納米比亞共和國無正式外交關係，目前也沒有在對方首都互設具大使館功能的代表機構。對納米比亞的相關事務由位於南非共和國的駐開普敦台北聯絡辦事處兼轄。

### 外交

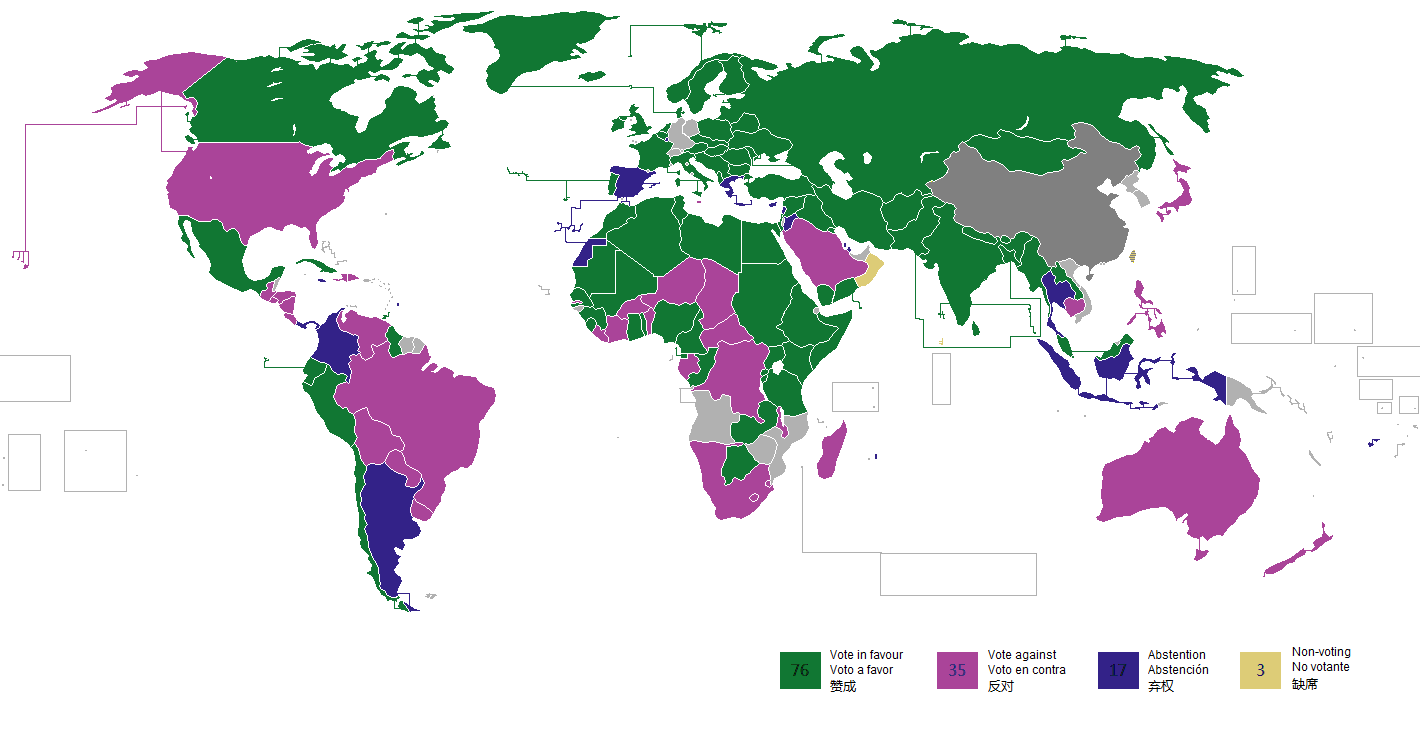
紫色國家表示在1971年的投票中支持中華民國續留聯合國，即《聯合國大會2758號決議》，納米比亞當時是南非領土（西南非洲），由南非作為主權國家參與投票。

## 經濟

### 貿易
| 年分 | 貿易總額   | 貿易總額 | 貿易總額 | 出口至納米比亞 | 出口至納米比亞 | 出口至納米比亞 | 自納米比亞進口 | 自納米比亞進口 | 自納米比亞進口 | 順逆差  |
| 年分 | 金額       | 年增減   | 排名     | 金額           | 年增減         | 排名           | 金額           | 年增減         | 排名           | 順逆差  |
| ---- | ---------- | -------- | -------- | -------------- | -------------- | -------------- | -------------- | -------------- | -------------- | ------- |
| 2017 | 53,467,651 | ▲434.7%  | 102      | 2,629,757      | ▼65.2%         | 157            | 50,837,894     | ▲1,985.0%      | 80             | 逆差 -- |
| 2018 | 26,652,159 | ▼50.2%   | 125      | 2,527,400      | ▼3.9%          | 159            | 24,124,759     | ▼52.5%         | 97             | 逆差▼   |
| 2019 | 3,558,312  | ▼86.6%   | 172      | 1,664,146      | ▼34.2%         | 168            | 1,894,166      | ▼92.1%         | 144            | 逆差▼   |
| 2020 | 10,241,034 | ▲187.8%  | 141      | 3,149,081      | ▲89.2%         | 161            | 7,091,953      | ▲274.4%        | 118            | 逆差▲   |
| 2021 | 3,773,202  | ▼63.2%   | 174      | 1,928,881      | ▼38.7%         | 170            | 1,844,321      | ▼74.0%         | 149            | 順差 -- |
| 2022 | 3,899,276  | ▲3.3%    | 174      | 2,062,176      | ▲6.9%          | 168            | 1,837,100      | ▼0.4%          | 146            | 順差▲   |
| 2023 | 3,309,620  | ▼15.1%   | 172      | 1,890,621      | ▼8.3%          | 167            | 1,418,999      | ▼22.8%         | 150            | 順差▲   |
| 2024 | 2,925,939  | ▼11.6%   | 178      | 2,146,970      | ▲13.6%         | 164            | 778,969        | ▼45.1%         | 159            | 順差▲   |

2023年的兩國貿易項目如下：
出口至納米比亞的前10大項目為：影像遊戲機、桌上或室內遊戲用品、以任何付款方式操作之娛樂機；冷凍魚；內科、外科、牙科或兽医用家具以及理髮用椅；電話機（包括智能手机），以及其他傳輸或接收聲音、圖像之有線或无线网络通訊器具；供計量或檢查液體或氣體之流量、液位、壓力或其他可變因素之儀器與器具；塑料製供輸送或包裝貨物之製品、塑膠製瓶塞、蓋子與其他栓塞體；特殊物品，含出口未超過5萬新臺幣之小額報單與其他零星物品；石油與提自瀝青礦物之油類（原油除外）、以石油或瀝青質礦物為基本成份之未列名製品、廢油；稻米；塑膠製餐具、廚房用具，其他家庭用製品與衛生保健或盥洗用具等。
自納米比亞進口的前10大項目為：不適於人類食用之肉、魚、甲殼類、软体动物或其他水產无脊椎动物；鐵屬廢料、重熔用廢鋼鐵鑄錠；冷凍魚；外底與鞋面以橡膠或塑膠製鞋靴；大理石、石灰華、石灰石與其他石灰質紀念碑用或建築用石以及雪花石膏；合成或再製寶石或次寶石；以紡織材料製面鞋靴；天然珍珠或養珠、寶石或半寶石；針織或鉤針織T恤、汗衫與其他背心；男用或男童用服飾等。

### 投資
2017年9月，駐南非共和國臺北聯絡代表處經濟組前往納米比亞會見礦業暨能源部、商工總會、製造商協會、納米比亞臺灣商會等人士，瞭解該國投資經商環境與產業發展現況。
目前在納米比亞的臺商有10餘家，主要從事船務報關代理、鋁合金工廠、建筑、电子计算机組裝銷售、服飾批發、民生用品雜貨零售、旅遊等行業，臺商並組成納米比亞臺灣商會；納米比亞在臺灣則無投資統計。

## 簽證

持中華民國護照的中華民國國民簽證要求分布圖：入境納米比亞可以電子簽證。

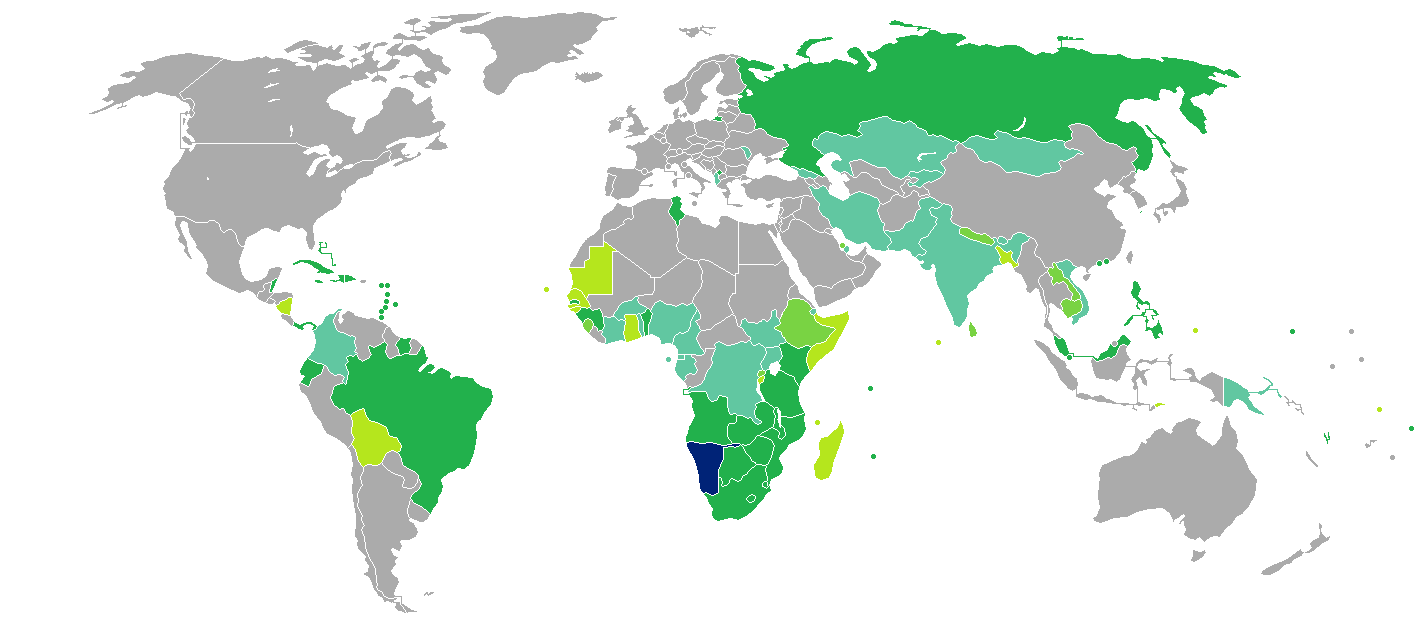
持納米比亞護照的納米比亞人口簽證要求分布圖：入境中華民國需要簽證。

兩國國民皆須申請簽證方可入境對方國家。持中華民國護照的中華民國國民可至納米比亞內政、移民暨安全部網站申辦觀光電子簽證，停留天數由機場移民官核定，最多90天。經由南非國際機場轉機入出境納米比亞，不需申辦南非過境簽證；若出機場再轉搭陸上交通工具前往納米比亞，因已實際入境南非，故須申辦南非簽證。
持納米比亞護照的納米比亞國民抵台參加由中央政府機關主辦、協辦或贊助之國際會議、運動賽事、商展或其他活動，亦可以電子簽證入境中華民國，停留最多30天並不得延期。

## 交通

### 航空

#### 客運
兩國無直航班機，可經由（截至2023年6月29日）：
- 臺北→法蘭克福，再轉機前往納米比亞的霍齐亚·库塔科国际机场。

### 駕車
持有中華民國國際駕駛執照可在納米比亞駕車。

## 外部連結
- 中華民國外交部－納米比亞共和國簡介 （页面存档备份，存于）
- 駐開普敦台北聯絡辦事處
- 外交部領事事務局－國外旅遊警示分級表
- 中華民國衛生福利部－國際旅遊疫情建議等級
- 中華民國國際經濟合作協會 （页面存档备份，存于）